# Aziza Chakir
Aziza Chakir –en árabe, عزيزة شاكير– (nacida el 19 de mayo de 1998) es una deportista marroquí que compite en judo.
Ganó una medalla en los Juegos Panafricanos de 2019 y cinco medallas en el Campeonato Africano de Judo entre los años 2017 y 2024.

## Palmarés internacional
| Juegos Panafricanos | Juegos Panafricanos       | Juegos Panafricanos | Juegos Panafricanos |
| Año                 | Lugar                     | Medalla             | Categoría           |
| ------------------- | ------------------------- | ------------------- | ------------------- |
| 2019                | Rabat (Marruecos)         | Medalla de bronce   | –48 kg              |
| Campeonato Africano |                           |                     |                     |
| Año                 | Lugar                     | Medalla             | Categoría           |
| 2017                | Antananarivo (Madagascar) | Medalla de bronce   | –48 kg              |
| 2018                | Túnez (Túnez)             | Medalla de plata    | –48 kg              |
| 2020                | Antananarivo (Madagascar) | Medalla de plata    | –48 kg              |
| 2023                | Casablanca (Marruecos)    | Medalla de plata    | –48 kg              |
| 2024                | El Cairo (Egipto)         | Medalla de bronce   | –48 kg              |